# Piero Gnudi
Piero Gnudi (n. 17 de mayo de 1938) se ha desempeñado como secretario italiano de Turismo y Deporte del primer ministro, Mario Monti, desde noviembre de 2011.

## Biografía
Piero Gnudi nació el 17 de mayo de 1938 en Bolonia, Italia. Se graduó en la Universidad de Bolonia, con un grado en Economía y Comercio en 1982.
Es un miembro de la junta de Confindustria, Eni, Enichem, Stet, Merloni, Ferré, Beghelli, IRCE, y Unicredit. Es parte del Comité Directivo de Assonime y del Comité Ejecutivo del Instituto Aspen. Es también el presidente de Profingest y Vicepresidente de Alma Graduate School. Fue el presidente del consejo de Enel entre mayo de 2002 y abril de 2011. También ha sido Presidente de la Rai Holding, Locat y Astaldi.